# Costera endertii
Costera endertii är en ljungväxtart som beskrevs av J. J. Smith. Costera endertii ingår i släktet Costera, och familjen ljungväxter. Inga underarter finns listade i Catalogue of Life.